# Michael McKevitt
Michael McKevitt(4 de setembre de 1949 - 2 de gener de 2021) va ser un líder republicà i paramilitar irlandès. Va ser intendent general de l'IRA Provisional. Després de la signatura de l'Acord de Divendres Sant, va formar l'IRA Autèntic en protesta. El seu paper a l'IRA autèntic va fer que fos condemnat per dirigir el terrorisme com a líder de l'organització paramilitar.

## Antecedents

### Exèrcit Republicà Irlandès Provisional
McKevitt era natural del comtat de Louth. Es va unir a l'IRA Provisional durant l'esclat del Conflicte nord-irlandès. El febrer de 1975, va ser disparat als genolls per l'IRA Oficial durant una disputa entre les dues organitzacions. Va ser membre durant molt de temps de l'IRA provisional i va exercir com a intendent general de l'organització, amb la supervisió de les seves armes amagades. Va deixar l'organització en protesta per l'alto el foc del moviment i la seva participació a través del Sinn Féin en el procés de pau d'Irlanda del Nord, que va conduir a l'Acord de Divendres Sant el 1998.

### Real Irish Republican Army
McKevitt va llançar un braç dissident de l'IRA provisional anomenat IRA Autèntic, utilitzant armes provinents de l'IRA provisional.
McKevitt va ser expulsat de l'IRA Autèntic després d'un desacord entre un grup de presos de l'IRA Autèntic a la presó de Portlaoise i la direcció externa. Els presos van emetre un comunicat en què instaven la direcció a retirar-se, afirmant que un element criminal s'havia fet càrrec. McKevitt i els seus partidaris van formar un grup anomenat New Republican Forum.

#### Atemptat a Omagh
El juny de 2009, McKevitt era un dels quatre homes encausats per un tribunal civil com a responsable de les bombes d'Omagh de 1998 en un cas portat per familiars de les víctimes. L’abril de 2014, The Telegraph va revelar que McKevitt i Liam Campbell apel·laven la sentència al Tribunal Europeu de Drets Humans, citant la incapacitat per interrogar el testimoni de la font de l’FBI, David Rupert, com una violació del seu dret a un judici just.

## Detencions, condemnes i recursos
McKevitt va ser condemnat pel Tribunal Penal Especial sense jurat de la República d'Irlanda el 6 d'agost de 2003 per dos delictes: "pertinença a una organització il·legal" (l'IRA autèntic) i "dirigir el terrorisme" entre el 29 d'agost de 1999 i el 23 d'octubre de 2000. El 7 d'agost de 2003 va ser condemnat a vint anys de presó. Durant el seu judici, el jutge Richard Johnson va dir sobre McKevitt: "L'acusat va tenir un paper principal en l'organització que va dirigir i va induir a altres a unir-se". Tenint en compte totes les reduccions i remissions possibles, significa que el més aviat que podria haver estat alliberat va ser el 2016. El cas de la fiscalia es va basar principalment en el testimoni d’un informant de l'FBI nord-americà, David Rupert. Segons la informació revelada en el seu judici, entre els seus plans hi havia intentar assassinar el llavors primer ministre britànic Tony Blair.
McKevitt va apel·lar contra les seves condemnes al tribunal d'apel·lació criminal, argumentant que el testimoni de Rupert no era fiable ja que se li havien pagat grans sumes de diners pel seu paper d'informador (un total de 750.000 lliures del FBI i del MI5), i a causa del llarg historial criminal de Rupert. El desembre de 2005, el tribunal va rebutjar aquests arguments i va dir que Rupert era un testimoni creïble. Les dues condemnes de McKevitt van ser confirmades. El juliol de 2006, McKevitt va rebre l'autorització per apel·lar al Tribunal Suprem. El recurs es va desestimar el 30 de juliol de 2008.
El febrer de 2014, el Tribunal d’Apel·lació Criminal va escoltar una petició de McKevitt que argumentava que havia de rebre una nova apel·lació basada en una decisió del Tribunal Suprem el 2012. El Tribunal va rebutjar l'oferta de McKevitt perquè el Tribunal Suprem sentís la seva nova apel·lació.
L'agost de 2014, McKevitt va sol·licitar la seva llibertat perque, d'acord amb la regla 59.2 de les normes penitenciàries, les autoritats penitenciàries no havien considerat adequadament a McKevitt una tercera remissió de la pena tenint en compte el comportament model dels interns, ja que la seva condemna estava sota la Llei d'ofenses contra l'estat. L'1 de setembre de 2014, McKevitt va retirar la seva apel·lació i se li va concedir la llibertat per preparar una nova impugnació basada en la revisió judicial. El 9 de desembre de 2014, el Tribunal Superior de Dublín va desestimar la petició.

## Alliberament
El març de 2015, a McKevitt se li va concedir la llibertat temporal per tractar un creixement cancerós del ronyó. Posteriorment, McKevitt va ser sotmès a una cirurgia per extirpar quirúrgicament el ronyó afectat al maig del mateix any.
El diumenge de Pasqua de 2016, McKevitt va ser formalment alliberat de la presó en acabar la seva condemna.

## Vida personal
McKevitt estava casat amb Bernadette Sands McKevitt, germana del vaguista de fam provisional i diputat de l'IRA de 1981, Bobby Sands, que va morir durant la seva vaga de fam. Sands McKevitt era un membre destacat del 32 Moviment per la Sobirania del Comtat i havia estat descrit en informes de mitjans com el tercer oficial de la IRA de més alt rang. Va deixar el 32 moviment sobiranista del comtat després de l'empresonament del seu marit.
Michael McKevitt va morir el 2 de gener de 2021, a l'edat de 71 anys, després d'una batalla contra el càncer.